# Інфляційні монети Німеччини
Інфляційні монети Німеччини (Марки та пфеніги (нім. mark, pfennig)) — монети періоду Першої світової війни та Веймарської республіки, які карбувалися для обігу під час інфляційного періоду. 1 пфеніг рівнявся 1\100 паперової марки. Паперову марку витіснили з обігу в 1923 році рентна марка припинивши подальший хід гіперінфляції.

## Цілі карбування монет в період інфляції
Монети інфляційного періоду карбувалися з метою: 
- а) зменшення коливання курсу паперової марки;
- б) розглядалися можливості, завдяки розмінним монетам, спинення інфляції;
- в) розглядалися плани і спроби нової, більш стабільної, валюти.

Знецінені монети карбувалися з дешевих металів: залізо, алюміній, цинк. На монетах літерами позначалися монетні двори: A - Берлінський, D - Мюнхенський, E - Мульденхюттенгський, F - Штутгартський, G - Карсруецький, J - Гамбургський монетні двори.

## Знецінені монети Першої світової війни
Докладніше Паперова марка, також див. Нотгельди
Карбувалися монети періоду 1915—1922 з дешевих металів, повністю повторюючи дизайн довоєнних монет. В обігу були такі номіналами:
- 1 пфеніг. Роки карбування: 1916-1918. Монетні двори: A, D, E, F, G, J
- 5 пфеніг. Роки карбування: 1915-1922. Монетні двори: A, D, E, F, G, J
- 10 пфеннігів. Роки карбування: 1916-1922. Монетні двори: A, D, E, F, G, J

| Монета | Номінал      | Діаметр, мм | Вага, гр. | Гурт    | Метал    | Рік карбування | Тираж |
| ------ | ------------ | ----------- | --------- | ------- | -------- | -------------- | --- |
|        | 1 пфеніг     | 17,5        | 0,50      | гладкий | Алюміній | 1916—1918      | 1916: (G) — ; 1917: (A) — 27.159.000, (D) — 6.940.000, (E) — 3.862.000, (F) — 5.125.000, (G) — 3.139.000, (J) — 4.182.000; 1918 (A) — , (D) — 318.000, (F) — |
|        | 5 пфенігів   | 17,8        | 2,51      | гладкий | Залізо   | 1915—1922      | 1915: (А) — 34.631.000, (D) — 2.021.000, (E) — 4.670.000, (F) — 3.500.000, (J) - 3.776.000; 1916: (A) — 51.003.000, (D) — 19.590.000, (E) — 2.271.000, (F) — 10.479.000, (G) — 5.999.000, (J) — 10.253.000; 1917: (A) — 87.315.000, (D) — 19.581.000, (E) — 11.092.000, (F) — 10.930.000, (G) — 6.720.000, (J) — 11.786.000; 1918 (A) — 223.516.000, (D) — 29.130.000, (E) — 23.600.000, (F) — 24.538.000, (G) — 12.697.000, (J) — 20.240.000; 1919: (A) — 112.102.000, (D) — 41.163.000, (E) — 20.608.000, (F) — 32.700.000, (G) — 13.905.000, (J) - 16.249.000; 1920: (A) — 80.300.000, (D) — 25.502.000, (E) — 11.646.000, (F) — 24.300.000, (G) — 10.244.000, (J) — 16.865.000; 1921: (A) — 143.418.000, (D) — 38.143.000, (E) — 21.104.000, (F) — 24.800.000, (G) — 21.289.000, (J) — 28.928.000; 1922: (A) — 89.062.000, (D) — 31.240.000, (E) — 19.156.000, (F) — 16.436.000, (G) — 19.708.000, (J) — 16.820.000; |
|        | 10 пфенігів  | 21          | 3,60      |         | Залізо   | 1916—1922      | 1916: (А) — 69.143.000, (D) — 11.609.000, (E) — 8.280.000, (F) — 7.473.000, (G) — 5.878.000, (J) - 11.683.000, (—) — ; 1917: (A) — 53.198.000, (D) — 16.370.000, (E) — 9.182.000, (F) — 11.341.000, (G) — 7.088.000, (J) — 9.205.000; 1918: (D) — 42.000; 1921 (A) — 16.265.000; 1922: (D) — , (E) — 2.235.000, (F) — 1.928.000, (G) — 1.358.000, (J) - 2.420.000, (—) — ; |
|        | 10 пфеннігів | 21          | 3,10-3,60 |         | цинк     | 1917—1922      | Без монетних дворів |

## Інфляційні монети Веймарської республіки
Докладніше Паперова марка, також див. Нотгельди
Карбувалися монети періоду 1919—1923 з такими номіналами:
- 50 пфеніг. Роки карбування: 1919-1922. Монетні двори: A, D, E, F, G, J
- 3 марки. Роки карбування: 1922-1923. Монетні двори: A, D, E, F, G, J
- 200 марок. Роки карбування: 1923. Монетні двори: A, D, E, F, G, J
- 500 марок. Роки карбування: 1923. Монетні двори: A, D, E, F, G, J

Всі монети карбувалися з алюмінію з невеликим вмістом міді.
| Монета | Номінал                             | Діаметр, мм | Вага, гр | Гурт     | Метал                 | Рік карбування | Тираж |
| ------ | ----------------------------------- | ----------- | -------- | -------- | --------------------- | -------------- | --- |
|        | 50 пфеніг                           | 23          | 1,60     | рифлений | Алюміній 990, Мідь 10 | 1919—1922      | 1919: (А) — 7.173.000, (D) — 791.000, (E) — 930.000, (F) — 160.000, (G) — 660.000, (J) — 800.000; 1920: (A) — 119.793.000, (D) — 28.306.000, (E) — 14.400.000, (F) — 10.932.000, (G) — 5.040.000, (J) — 15.423.000; 1921: (A) — 184.468.000, (D) — 48.729.000, (E) — 31.210.000, (F) — 46.950.000, (G) — 19.107.000, (J) — 28.013.000; 1922: (A) — 145.215.000, (D) — 58.019.000, (E) — 33.930.000, (F) — 33.000.000, (G) — 36.745.000, (J) — 36.202.000; |
|        | 3 марки (без надпису навколо герба) | 28          | 2        |          | Алюміній 990, Мідь 10 | 1922           | 1922 (A) — 15.497.000, (E) — 2.000 |
|        | 3 марки                             | 28          | 2        |          | Алюміній 990, Мідь 10 | 1922—1923      | 1922 (A) — 32.514.000, (D) — 8.441.000, (E) — 2.440.000, (F) — 6.023.000, (G) — 3.655.000, (J) — 4.896.000; 1923: (E) — 2.060.000, (F) — ; |
|        | 200 марок                           | 23          | 1        |          | Алюміній 990, Мідь 10 | 1923           | 1923: (А) — 174.900.000, (D) — 35.189.000, (E) — 11.250.000, (F) — 20.090.000, (G) — 24.923.000, (J) - 16.258.000; |
|        | 500 марок                           | 27,1        | 1.667    | рифлений | Алюміній 990, Мідь 10 | 1923           | 1923: (A) — 59.278.000, (D) — 13.683.000, (E) — 2.128.000, (F) — 7.963.000, (G) — 4.404.000, (J) — 1.008.000; |